# Silvanolomus inermis
Silvanolomus inermis is een keversoort uit de familie spitshalskevers (Silvanidae). De wetenschappelijke naam van de soort werd in 1876 gepubliceerd door Edmund Reitter.